# Pizzo Pojala
Il Pizzo Pojala (2.773 m s.l.m.) è una montagna della Catena Monte Leone-Blinnenhorn nelle Alpi Lepontine. Si trova nel comune di Premia (Provincia del Verbano-Cusio-Ossola).
Ai piedi della montagna si trova il lago Pojala.